# Iniziativa personale
Iniziativa personale (Catch That Rabbit!) è un racconto fantascientifico scritto da Isaac Asimov. Pubblicato per la prima volta nel febbraio del 1944 sulla rivista Astounding Science Fiction, fa parte dell'antologia Io, Robot ed è stato inserito anche in altre raccolte di racconti di Asimov.
Venne pubblicato in italiano per la prima volta nel 1963 come Il robot multiplo.

## Trama
Gregory Powell e Mike Donovan si trovano nella base di una miniera in un asteroide e sono alle prese con l'ennesimo collaudo. Devono collaudare sul campo un robot, di nome Dave, in grado di controllare via radio 6 sottoposti. Purtroppo Dave ha dei problemi di funzionamento: certe volte non porta alla base i minerali che dovrebbe estrarre e, interrogato, non sa neanche lui cos'è successo. Viene controllato meticolosamente ma senza risultato. I due decidono di mettere una telecamera nella miniera collegata a un monitor nella base e vedono, con orrore, che durante questi momenti il robot fa marciare i suoi sottoposti; si precipitano nella miniera e appena Dave li vede smette subito. Viene interrogato di nuovo ma lui ricorda solo che stava facendo un'estrazione difficile, così decidono di interrogare uno dei suoi sottoposti, ma non ottengono risultati. Mike intuisce che il problema sta nell'iniziativa personale del robot: quando non è controllato dagli umani deve contare maggiormente sulla propria iniziativa.
Powell e Donovan decidono di osservare i robot dallo schermo per cercare di capire la causa del problema, ma sempre senza risultati. Così decidono di provocare una crisi del robot: vanno nella miniera, si avvicinano alla zona degli scavi e sparano un colpo di disintegratore sulla volta, ma non è la volta sopra ai robot a crollare, bensì la volta dove stanno loro, così rimangono intrappolati nella grotta. Purtroppo il robot a causa del crollo è in crisi, e quando si riprende è troppo lontano dai due umani, così non può contattarli. Powell capisce che Dave non riesce a controllare tutti e sei i suoi sottoposti e durante i momenti di crisi non sapendo cosa fare si mette a "giocherellare" con i suoi sottoposti quasi fossero delle dita; così spara un colpo di disintegratore contro uno dei sottoposti, distruggendolo: Dave si riprende e li salva.